# Atropate
Atropate (dall'antico e medio persiano Ātūrpāt; in greco antico: Ἀτροπάτης?, Atropátēs; 370 a.C. circa – dopo il 321 a.C.) è stato un nobile e satrapo persiano. Servì Dario III di Persia e Alessandro Magno, e fu il fondatore di un regno e di una dinastia indipendenti che presero il suo nome. Diodoro Siculo (18.4) si riferisce a lui come Atrápēs (Ἀτράπης), mentre Quinto Curzio (8.3.17) lo chiama erroneamente 'Arsaces'.

## Biografia
Verso la fine dell'Impero achemenide, Atropate fu governatore (satrapo) della provincia achemenide della Media. Nella decisiva battaglia di Gaugamela (ottobre 331 a.C.) tra Dario e Alessandro, Atropate comandò le truppe achemenidi di Media e Sakasene.

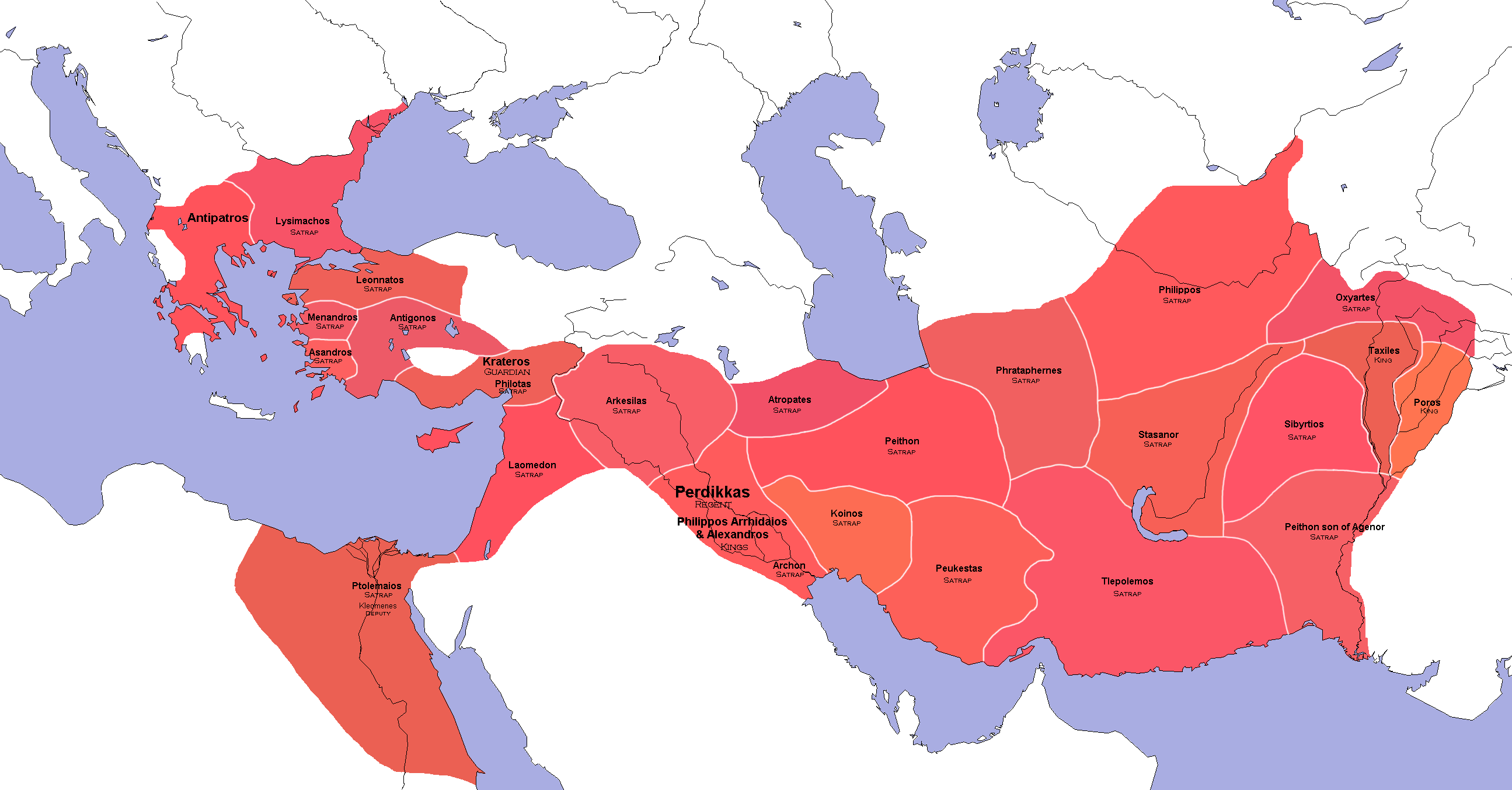
Ad Atropate fu assegnata la satrapia ellenistica della Media, nella spartizione di Babilonia (323 a.C.) dopo la morte di Alessandro.

Dopo la sua sconfitta in quella battaglia, Dario fuggì nella capitale dei Medi di Ecbatana, dove Atropate gli diede ospitalità. Dario tentò di formare un nuovo esercito ma fu costretto a fuggire da Ecbatana nel giugno 330 a.C. Dopo la morte di Dario avvenuta un mese dopo per mano di Besso, Atropate si arrese ad Alessandro. Alessandro scelse inizialmente Oxidate come satrapo della Media, ma nel 328-327 a.C., dopo un periodo di due anni, Alessandro perse la fiducia nella lealtà di Oxidate, e reintegrò Atropate nella sua vecchia posizione. Nel 325-324, Atropate consegnò Baryaxe (un ribelle ricercato della regione) ad Alessandro mentre quest'ultimo si trovava a Pasargade. La stima di Alessandro per il governatore crebbe così tanto che poco dopo la figlia di Atropate si sposò con il confidente di Alessandro e comandante di cavalleria Perdicca nel celebre matrimonio di massa a Susa nel febbraio 324 a.C.
Nello stesso anno, Alessandro visitò Atropate a Ecbatana con il suo buon amico e secondo in comando Efestione, che poi si ammalò e morì nell'ottobre del 324 a.C. A quel tempo, fu "riferito da alcuni autori, che Atropate in un'occasione presentò ad Alessandro un centinaio di donne, che si dice fossero Amazzoni; ma Arriano ([Anabasi] vii. 13) non credeva alla storia".
Lo stesso Alessandro morì otto mesi dopo, il 10 giugno 323 a.C., e il nuovo genero di Atropate, Perdicca, fu nominato reggente del fratellastro di Alessandro, Filippo III. In seguito alla spartizione di Babilonia nel 323 a.C., la Media fu divisa in due parti: la parte più grande a sud-est doveva essere governata da Peitone, generale di Perdicca, mentre una parte più piccola a nord-ovest (principalmente attorno al Bacino del fiume Aras) veniva data ad Atropate. Ad un certo punto in seguito, Atropate si rifiutò di trasmettere la sua fedeltà ai diadochi e fece della sua parte della Media un regno indipendente, mentre suo genero Perdicca fu in seguito assassinato da Peitone nell'estate del 320 a.C.

## Eredità
La dinastia fondata da Atropate governò il regno per diversi secoli, dapprima in modo indipendente o come vassalla dei Seleucidi, poi come vassalla degli Arsacidi, nella cui casa si ritiene si fossero coniugati per via matrimoniale. Divennero, in ogni caso, la nuova dinastia della Partia attraverso il matrimonio dell'erede arsacide con l'erede atropatenide.
La regione che comprendeva il regno di Atropate divenne nota ai Greci come "Media Atropatene" dopo Atropate, e alla fine semplicemente "Atropatene". Gli Arsacidi la chiamavano 'Aturpatakan' in partico, così come i Sasanidi che successivamente succedettero. Alla fine l'iranico medio 'Aturpatakan' divenne 'Azerbaijan', da cui deriverebbe il nome, secondo una teoria etimologica, della moderna nazione dell'Azerbaigian e della regione iraniana dell'Azerbaigian (la cui provincia è in gran parte contigua con i confini dell'antica Atropatene); un'altra teoria traccia l'etimologia dalle antiche parole persiane "Āzar" (in persiano آذر‎), che significa Fuoco, e "Pāyegān" (in persiano پایگان‎) che significa Guardiano/Protettore.